# Dark Paradise
„Dark Paradise” este un cântec a cântăreței Americane Lana Del Rey pentru al doilea album de studio Born to Die (2012). Piesa a fost scrisă de către Del Rey și Rick Nowels, în timp ce producția a fost preluată de către Emile Haynie. Nowels și Devrim Karaoglu au produs versiunea pentru radio a piesei. Piesa a fost lansată pe data de 1 martie 2013, de către Universal și Vertigo Records, ca al șaselea și ca ultimul single de pe Born to Die.
Piesa a primit recenzii mixte în principal din partea criticilor, mulți au criticat interpretarea ei melodramatică, de asemenea cu repetarea de producție și conținut liric. Cu toate acestea, mulți au crezut ca atragerea criticilor a dovedit ca un punct culminant. Un  succes mai inferior decât celelalte single-uri de pe album, „Dark Paradise” a reușit oarecum să câștige un succes comercial din Europa de Est, devenind un 'top five hit' pe AirPlay în Polonia. Acesta a fost de asemenea prezentat într-un episod din The Originals, o asociație cu Jurnalele Vampirilor.

## Informații generale
Într-un interviu din iunie 2012, Del Rey a spus că nu va lansa piesa ca un single dar plănuiește să lanseze un videoclip în septembrie 2012. Cu toate acestea, nici un videoclip pentru piesă nu a mai fost lansat, iar pe 29 ianuarie 2013, un radio edit oficial pentru „Dark Paradise” a fost trimis la posturile de radio din Germania. În aceeași zi, a fost anunțat că melodia va fi al cincilea single în Austria și Germania, precum și al șaselea single în Elveția. A fost lansat pe cale digitală în cele trei țări pe data de 1 martie în 2013.

## Versurile și compoziția
Billboard a spus despre versurile piesei că: «Del Rey declară încă o dată dragostea ei nemuritoare pentru iubitul ei băiat-rău», adaugând ca melodia piesei «Îmi amintește de sfârșitul anilor '80 a Madonnei».

## Criticii
Cantecul a acumulat recenzii mixte din partea criticilor. Cele mai multe comentarii critice a venit de la tonul melodramatic al piesei, împreună cu conținutul liric și producția repetitivă. Billboard a dat melodiei un comentariu negativ, spunând că «se bazeaza pe oboseala» atunci când acest cântec apare pe album, și că piesa «ar fi o baladă expirată pentru Del Rey», chiar dacă nu ar fi lansat niciodată "Blue Jeans" sau "Video Games". Jaime Gill de la BBC Music a folosit melodia ca și un exemplu pentru care "Born to Die" nu este perfect, spunând că «se prăbușește ușor spre sfârșitul anului, iar producția trip-hop lucioasă creste obositor pe melodrame gotice mai puțin, cum ar fi Dark Paradise.» David Edwards de la Drowned in Sound a spus că împreună cu "Carmen" pe care acestea nu au fost cele mai bune piese de pe album, spunând «Tristul înger cazător capricios a lui "Carmen" rezumă exact deriva nefocalizată care criticii folosesc de obicei să o vorbească de rău și melodii precum "Dark Paradise", caricatura se extinde dincolo de empatia noastră.»
Pe de altă parte, mulți critici consideră că criticile spre piesa a atras ca un remarcabil fața de album. Los Angeles Times a numit printre cele mai bune piese de pe album, împreună cu "Video Games" și "Summertime Sadness". MuuMuse a evidențiat albumul ca și remarcabil, declarând că «Cu toate acestea, sub exteriorul gotic a melodiei se afla un sentiment profund romantic, ceea ce sugerează că dragostea trece peste toate circumstanțele-chiar și moartea [...]»

## Lista pieselor
- CD single și descărcare digitală[8][9]

1. „Dark Paradise” (Radio Mix) — 3:52
2. „Dark Paradise” — 4:04

## Clasamente
| Clasament (2013)              | Poziție maximă |
| ----------------------------- | -------------- |
| Austria (Ö3)                  | 42             |
| Germania (GfK Enertainment)   | 45             |
| Polonia (AirPlay)             | 5              |
| Elveția (Schweizer Hitparade) | 48             |

## Istoricul lansărilor
| Țară     | Dată          | Format(uri)                   | Casă de discuri   | Ref.         |
| -------- | ------------- | ----------------------------- | ----------------- | ------------ |
| Austria  | 1 martie 2013 | CD single Descărcare digitală | Vertigo Universal | [ 14 ]       |
| Germania | 1 martie 2013 | CD single Descărcare digitală | Vertigo Universal | [ 8 ] [ 15 ] |
| Elveția  | 1 martie 2013 | CD single Descărcare digitală | Vertigo Universal | [ 16 ]       |